# Арионеско-Балльер, Лидия Ивановна
Лидия Ивановна (Иоанникиевна) Балльер (в девичестве Арионеско, также Арионеско-Балльер; 22 марта 1880, Кишинёв, Бессарабская губерния, Российская империя — 1923, Кишинёв, Румыния) — российская художница. Представитель постимпрессионизма и неоимпрессионизма.

## Биография
Родилась в семье служащего Бессарабской земской управы, позже губернского секретаря и надворного советника Ионникия Пантелеймоновича Арионеско (также Арионескул) и его первой жены Анны Георгиевны. Отцу, среди прочего, принадлежала Рашковская локомобильная мельница. В 1886 году семья въехала в дом № 49 по улице Леовской (ныне ул. Щусева, д. 63) в Кишинёве.
Первоначально обучалась в Школе рисования в Кишинёве (мастерская В. Ф. Окушко), продолжила образование в Императорской Академии Художеств в Санкт-Петербурге под руководством Л. Дмитриева-Кавказского (1907), училась вместе с В. Дончевым и А. Баллиером (за которого она вышла замуж в 1907 году).
Член первого петербургского общества художников-экспериментаторов и новаторов «Союз молодёжи». До 1918 года проживала с мужем в Петрограде по адресу Большая Разночинная улица, дом 5; затем вернулась в Кишинёв.
Принимала участие в выставках в Петербурге и Вильно (1903—1910), Кишинёве (1908, 1920, 1923).
Автор натюрмортов и портретов.